# 厍狄伏连
厍狄伏连（？—571年8月30日），字仲山，代人，北魏、东魏、北齐官员。

## 生平
厍狄伏连本名伏怜，错读为伏连，年轻时以武勇干练侍奉尔朱荣，官至直阁将军。之后厍狄伏连追随高欢在信都起兵，获赐爵蛇丘男。高澄辅佐朝政，厍狄伏连升任武卫将军。武定六年（548年），侯景渡过长江，魏孝静帝元善见诏令斛律平出任大都督，率领青州刺史敬显俊、左卫将军厍狄伏连等人攻占寿阳、宿预三十余城。天保初年，厍狄伏连加仪同三司。天保四年（553年），厍狄伏连出任郑州刺史，很快加开府。萧渊明被陈霸先废除皇位后，齐文宣帝高洋谴责陈霸先。命令仪同萧轨与李希光、东方老、裴英起、王敬宝等人，率领厍狄伏连、尧难宗、东广州刺史独孤辟恶、洛州刺史李希光，与任约、徐嗣徽等人，统帅十万军队前往讨伐。厍狄伏连为人质朴，勤勉于公务，在皇宫执勤时，早晚不离开皇帝所在，因此受到赏识。厍狄伏连性情野蛮粗俗，没有治理百姓的手段。等到厍狄伏连外任刺史，专门收受贿赂。厍狄伏连又严酷无情，卧室里有苍蝇，就杖罚守门人说：“你为什么把苍蝇放进来？”厍狄伏连的妻子生病，用了一百钱买药，厍狄伏连经常为此很不满意。厍狄伏连不能分辨士族。开府参军大多是衣冠士族，厍狄伏连对他们鞭打捶楚，逼迫他们去筑墙。
高演诛杀杨遵彦和燕子献的时候，对弟弟高湛说：“事成后，以你做皇太弟。”等到齐孝昭帝登基，册立儿子高百年为皇太子，高湛非常不平。皇建二年（561年），齐孝昭帝去了晋阳，高湛在邺城留守。齐孝昭帝任命领军厍狄伏连为幽州刺史，以斛律丰洛为领军，以分高湛的权。高湛留下厍狄伏连不让他上任，又不许斛律丰洛管理领军的事务。武平年间，厍狄伏连封宜都郡王，出任领军大将军。
武平二年七月，琅琊王高俨命令治书侍御史王子宜弹劾和士开的罪行，请求交给宫内追究。尚书右仆射冯子琮把奏疏混在其他文书中上奏，齐后主没有觉察就批准了。谎称奉敕令收捕和士开。高俨欺骗领军厍狄伏连说：“奉敕命令领军您收捕和士开。”厍狄伏连询问冯子琮，并请求再次上奏。冯子琮说：“琅琊王接受敕令，何必再次上奏。”厍狄伏连相信了，发动京城士兵，在神兽门外埋伏五十人，并戒令守门人不许和士开进入皇宫。七月庚午（571年8月30日）清晨，和士开和平常一样很早进谒皇宫，厍狄伏连上前握住和士开的手说：“今天有一件大好事。”王子宜将一封函交给和士开，说：“有敕令，命令淮阳王去御史台。”高俨命令都督冯永洛在御史台将和士开斩首。和士开被杀死后，齐后主高纬当天就将厍狄伏连、高舍洛、王子宜、刘辟疆、都督翟显贵收捕到后园，齐后主亲自使用弓箭射他们，然后将他们斩首，肢解身体，遗体暴尸在闹市西街。
厍狄伏连全家有百余口人，盛夏的时候，一天总共才给仓库储米两升，不给食盐和蔬菜，家人常常有挨饿而营养不良的脸色。有一个冬至，厍狄伏连的亲戚们登门道贺，厍狄伏连的妻子以豆饼招待。厍狄伏连问原料的豆子从何而来，妻子回答说是从平时喂马的豆料中扣出积攒起来的。厍狄伏连大怒，对管马人、厨师一律痛加杖责。厍狄伏连每年得到的赏赐物品，都专门藏在一个仓库里，派一名侍女专掌钥匙。厍狄伏连每次进入仓库查看，必定对妻子儿女说：“这是官府的东西，不可以动用。”厍狄伏连被杀时，只是穿着破裤子，积攒的绢布却有两万匹，抄录家产，这些物品全都上归国库。